# Holland's Got Talent (seizoen 4)
Het vierde seizoen van Holland's Got Talent, een Nederlandse talentenjacht, wordt van juli 2011 tot september 2011 uitgezonden door RTL 4. Dit seizoen wordt wederom door Robert ten Brink gepresenteerd en de jury bestaat ook weer uit Patricia Paay, Gordon Heuckeroth en Dan Karaty. Op 14 juni 2011 werd pas bevestigd dat zowel Heuckeroth als Karaty terugkeerde als juryleden.
Juryleden Heuckeroth als Karaty zullen ook na de finale de winnaar ondersteunen. Met winnaar Hurkens, winnaar seizoen 3, ging het uiteindelijk niet goed en werkte zelfs platenmaatschappij Sony BMG niet mee aan het debuutalbum. Mocht er dit jaar wederom een zanger of zangeres winnen, dan zal jurylid Heuckeroth ook actief achter de schermen zijn om de winnaar te ondersteunen. Als er een danser of een crew wint zal Karaty die ondersteunen.
Op 16 september 2011 wist zangeres Aliyah Kolf het vierde seizoen te winnen. Kolf won met 35% van de stemmen de show. Ze wint hiermee een auto en een masterclass van een professionele zangeres in Amerika.

## Audities
De audities vonden plaats in mei en juni en werden allemaal gehouden in één theater. Iedereen die dacht dat die in bezit was van een talent kon zich opgeven voor auditie tussen 4 mei 2011 en kon zich opgeven tot 14 juni. Vanuit die inschrijvingen werd er gekeken welke acts auditie mocht komen doen voor de juryleden. Oorspronkelijk kon je je opgeven tot en met 31 mei 2011, maar door te weinig talent zouden de maker de inschrijving hebben uit laten lopen.
Na de audities bleekt de jury in totaal negentig acts door te hebben laten gaan, waar echter maar plek was voor 32 acts. De jury moest alsnog 58 acts laten afvallen. Over 26 acts was de jury unaniem eens dat deze door mochten, twaalf acts moesten nog een keer auditeren waar uiteindelijk er maar acht van door konden gaan. De overige acts vielen meteen af.

## Halve finale
De act met het meest aantal stemmen verdient een plek in de finale. Uit de twee acts die tweede en derde worden kiest de jury nog één act uit die ook naar de finale gaat. Elk jurylid heeft z'n eigen stem die hij op een van de twee acts mag uitgeven. De act met twee of drie stemmen van de jury gaat door naar de finale.

### Halvefinalisten
| Legenda | Winnaar | Runner-up | Derde | Finalist | Halvefinalist (verloor de jury's stem) |

| Naam (van de act)                | Leeftijd | Genre                | Act                                 | Show | Resultaat     |
| -------------------------------- | -------- | -------------------- | ----------------------------------- | ---- | ------------- |
| Aliyah Kolf                      | 11       | Muziek               | Zangers                             | 2    | Winnaar       |
| All The Above                    |          | Dans                 | Comedy-dansers                      | 3    | Halvefinalist |
| BB Donut & Puche                 | 24/22    | Muziek               | Beatbox en drumming                 | 3    | Halvefinalist |
| Boiz in Motion                   |          | Dans                 | Riverdancers                        | 2    | Halvefinalist |
| Boy Looijen                      | 22       | Entertainment        | Rhönrad                             | 4    | Runner-up     |
| Charlotte van der Knaap          | 15       | Muziek               | Zangeres                            | 1    | Halvefinalist |
| Come Correct                     |          | Dans                 | Hiphopdansers                       | 3    | Finalist      |
| DTD Dancers                      |          | Dans                 | Dancehalldansers                    | 2    | Halvefinalist |
| Fabienne Dallau                  | 27       | Muziek               | Musicalzangeres                     | 2    | Halvefinalist |
| Floor Burnin' Crew               |          | Dans                 | Breakdance                          | 4    | Halvefinalist |
| Get Ready                        | 6-9      | Dans                 | Hiphopdansers                       | 1    | Finalist      |
| Grietje Wagenaar & Floris        |          | Entertainment        | Hondentrucjes                       | 3    | Halvefinalist |
| Julio Pimentel                   | 20       | Entertainment        | Percussie/jongleren                 | 4    | Halvefinalist |
| Karin de Wit                     | 32       | Dans                 | Hoopdance                           | 3    | Halvefinalist |
| Kim Ossendorp                    | 15       | Entertainment        | Lenigheid                           | 1    | Halvefinalist |
| Linzy Luijken & Jennifer Romen   | 14/15    | Dans                 | Hiphopdansers                       | 3    | Finalist      |
| Lisanne Herder                   | 21       | Entertainment        | Sit-downcomedy                      | 1    | Halvefinalist |
| Loop the Balloon                 | 46       | Entertainment/muziek | Muzikant op alle soorten voorwerpen | 1    | Halvefinalist |
| LOVE4DAGAME                      |          | Entertainment/dans   | Basketbalspelers/-dansers           | 3    | Halvefinalist |
| Michel Beckers                   |          | Entertainment        | Straatartiest                       | 4    | Halvefinalist |
| Mihn Zone                        |          | Dans                 | Martial arts                        | 1    | Halvefinalist |
| No Escape                        |          | Dans                 | Hiphopdansers                       | 4    | Halvefinalist |
| Nick Zieren en Stefan Molendijk  | 18/18    | Entertainment        | Freestylevoetbal                    | 2    | Halvefinalist |
| Opera Familia                    |          | Muziek               | Operazangers                        | 4    | Derde         |
| Pop’arazzi Crew                  |          | Dans                 | Allrounddansers                     | 1    | Finalist      |
| Rick Slagers                     | 16       | Entertainment        | Mondharmonicaspeler                 | 2    | Halvefinalist |
| Showacrobatiek Drachten          |          | Entertainment        | Showacrobatiek                      | 4    | Halvefinalist |
| String Cats                      | 22/24    | Muziek               | Violistenduo                        | 4    | Halvefinalist |
| The Angels                       | 22-26    | Entertainment        | Illusionisten                       | 2    | Halvefinalist |
| Urcy Miranda                     | 29       | Muziek               | Zangeres                            | 3    | Halvefinalist |
| Xiao Lan Ji                      | 48       | Muziek               | Chinese operazangeres               | 1    | Halvefinalist |
| Zinzi Oegema en Evertjan Mercier | 21/24    | Entertainment        | Hand-to-handacrobatiek              | 2    | Finalist      |

### Halve finales
| Legenda | X Buzzer | ✔ Jury's stem | Won de publieksstemmen | Won de jury's stem | Verloor de jury's stem |

#### Halve finale 1
| Volgorde | Artiest                 | Act                                 | Buzzer en jury's keuzes | Buzzer en jury's keuzes | Buzzer en jury's keuzes |
| Volgorde | Artiest                 | Act                                 | Heuckeroth              | Paay                    | Karaty                  |
| -------- | ----------------------- | ----------------------------------- | ----------------------- | ----------------------- | ----------------------- |
| 1        | Get Ready               | Hiphopdansers                       |                         |                         |                         |
| 2        | Loop The Balloon        | Muzikant op alle soorten voorwerpen |                         |                         |                         |
| 3        | Minh Zone               | Martial arts                        |                         |                         |                         |
| 4        | Charlotte van der Knaap | Zangeres - "Because of You"         |                         |                         |                         |
| 5        | Kim Ossendorp           | Lenigheid                           |                         |                         |                         |
| 6        | Xiao Lan Ji             | Operazangeres                       |                         |                         |                         |
| 7        | Lisanne Herder          | Sit-downcomedy                      |                         |                         |                         |
| 8        | Pop’arazzi Crew         | Hiphopdansers                       | ✔                       | ✔                       | ✔                       |

#### Halve finale 2
| Volgorde | Artiest           | Act                                             | Buzzer en jury's keuzes | Buzzer en jury's keuzes | Buzzer en jury's keuzes |
| Volgorde | Artiest           | Act                                             | Heuckeroth              | Paay                    | Karaty                  |
| -------- | ----------------- | ----------------------------------------------- | ----------------------- | ----------------------- | ----------------------- |
| 1        | The Angels        | Illusionisten                                   |                         |                         |                         |
| 2        | Rick Slager       | Mondharmonicaspeler                             |                         | ✔                       |                         |
| 3        | Boiz in Motion    | Riverdancers                                    |                         |                         |                         |
| 4        | Fabienne Dallau   | Musicalzangeres - "Somebody To Love"            |                         |                         |                         |
| 5        | DTD Dancers       | Dancehalldansers                                |                         |                         |                         |
| 6        | Zinzi en Evertjan | Hand-to-handacrobatiek                          | ✔                       |                         | ✔                       |
| 7        | Nick en Stefan    | Freestylevoetballers                            |                         |                         |                         |
| 8        | Aliyah Kolf       | Zangeres - "And I Am Telling You I'm Not Going" |                         |                         |                         |

#### Halve finale 3
| Volgorde | Artiest           | Act                                 | Buzzer en jury's keuzes | Buzzer en jury's keuzes | Buzzer en jury's keuzes |
| Volgorde | Artiest           | Act                                 | Heuckeroth              | Paay                    | Karaty                  |
| -------- | ----------------- | ----------------------------------- | ----------------------- | ----------------------- | ----------------------- |
| 1        | BB Donut en Puche | Beatbox en drumming                 |                         |                         |                         |
| 2        | Grietje en Floris | Hondentrucjes                       | ✔                       |                         |                         |
| 3        | All the Above     | Comedy-dansers                      |                         |                         |                         |
| 4        | LOVE4DAGAME       | Basketbalspelers/-dansers           |                         |                         |                         |
| 5        | Linzy en Jennifer | Hiphopdansers                       |                         | ✔                       | ✔                       |
| 6        | Urcy Miranda      | Zangeres - "Everything Must Change" |                         |                         |                         |
| 7        | Karin de Wit      | Hoopdance                           |                         |                         |                         |
| 8        | Come Correct      | Hiphopdansers                       |                         |                         |                         |

#### Halve finale 4
| Volgorde | Artiest                 | Act                                 | Buzzer en jury's keuzes | Buzzer en jury's keuzes | Buzzer en jury's keuzes |
| Volgorde | Artiest                 | Act                                 | Heuckeroth              | Paay                    | Karaty                  |
| -------- | ----------------------- | ----------------------------------- | ----------------------- | ----------------------- | ----------------------- |
| 1        | Boy Looijen             | Rhönrad                             | ✔                       | ✔                       | ¹                       |
| 2        | Floor Burnin' Crew      | Breakdance                          |                         |                         |                         |
| 3        | String Cats             | Violistenduo                        |                         |                         |                         |
| 4        | Showacrobatiek Drachten | Showacrobatiek                      |                         |                         |                         |
| 5        | Michel Beckers          | Straatartiest                       |                         |                         |                         |
| 6        | No Escape               | Hiphopdansers                       |                         |                         |                         |
| 7        | Julio Pimentel          | Percussie/jongleren                 |                         |                         |                         |
| 8        | Opera Familia           | Zingende operafamilie - "Ave Maria" |                         |                         |                         |

Voetnoot¹ Paay en Heuckeroth stemde beide voor Boy, daarom hoefde Karaty niet meer te stemmen.

## Finale
| Legenda | Winnaar | Runner-up | Derde |

| Volgorde | Finished | Artiest           | Act                         |
| -------- | -------- | ----------------- | --------------------------- |
| 1        | 5e       | Get Ready         | Hiphopdansers               |
| 2        | 6e       | Zinzi en Evertjan | Hand-to-handacrobatiek      |
| 3        | 7e       | Come Correct      | Hiphopdansers               |
| 4        | 3e       | Opera Familia     | Zingende operafamilie       |
| 5        | 8e       | Linzy en Jennifer | Hiphopdansers               |
| 6        | 2e       | Boy Looijen       | Röhnrad                     |
| 7        | 1e       | Aliyah Kolf       | Zangeres - "I Have Nothing" |
| 8        | 4e       | Pop’arazzi Crew   | Hiphopdansers               |

Special guest: Los Angeles: The Voices - "Loop naar het licht"

## Liveshow Chart
| Winnaar | Runner-up | Derde |

| Won halve finale | Jury's keuze | Top 3 (halve finale) | Geëlimineerd |

| Show                    | Deelnemer               | Resultaat | Resultaat | Resultaat | Resultaat | Resultaat | Resultaat |
| ----------------------- | ----------------------- | --------- | --------- | --------- | --------- | --------- | --------- |
| Show                    | Deelnemer               | HF 1      | HF 2      | HF 3      | HF 4      | Finale    |           |
| Finale                  | Aliyah Kolf             |           | Win       |           |           | 1e        |           |
| Finale                  | Boy Looijen             |           |           |           | JK        | 2de       |           |
| Finale                  | Opera Familia           |           |           |           | Win       | 3e        |           |
| Finale                  | Pop’arazzi Crew         | JK        |           |           |           | 4e        |           |
| Finale                  | Get Ready               | Win       |           |           |           | 5e        |           |
| Finale                  | Zinzi en Evertjan       |           | JK        |           |           | 6e        |           |
| Finale                  | Come Correct            |           |           | Win       |           | 7e        |           |
| Finale                  | Linzy en Jennifer       |           |           | JK        |           | 8e        |           |
| Halve finale 4          |                         |           |           |           |           |           |           |
| Showacrobatiek Drachten |                         |           |           | Top 3     |           |           |           |
| Floor Burnin' Crew      |                         |           |           | ELIM      |           |           |           |
| String Cats             |                         |           |           | ELIM      |           |           |           |
| Michel Beckers          |                         |           |           | ELIM      |           |           |           |
| No Escape               |                         |           |           | ELIM      |           |           |           |
| Julio Pimentel          |                         |           |           | ELIM      |           |           |           |
| Halve finale 3          | Grietje en Floris       |           |           | Top 3     |           |           |           |
| Halve finale 3          | BB Donut en Puche       |           |           | ELIM      |           |           |           |
| Halve finale 3          | All The Above           |           |           | ELIM      |           |           |           |
| Halve finale 3          | LOVE4DAGAME             |           |           | ELIM      |           |           |           |
| Halve finale 3          | Urcy Miranda            |           |           | ELIM      |           |           |           |
| Halve finale 3          | Karin de Wit            |           |           | ELIM      |           |           |           |
| Halve finale 2          | Rick Slager             |           | Top 3     |           |           |           |           |
| Halve finale 2          | The Angels              |           | ELIM      |           |           |           |           |
| Halve finale 2          | Boiz in Motion          |           | ELIM      |           |           |           |           |
| Halve finale 2          | Fabienne Dallau         |           | ELIM      |           |           |           |           |
| Halve finale 2          | DTD Dancers             |           | ELIM      |           |           |           |           |
| Halve finale 2          | Nick en Stefan          |           | ELIM      |           |           |           |           |
| Halve finale 1          | Kim Ossendorp           | Top 3     |           |           |           |           |           |
| Halve finale 1          | Loop The Balloon        | ELIM      |           |           |           |           |           |
| Halve finale 1          | Minh Zone               | ELIM      |           |           |           |           |           |
| Halve finale 1          | Charlotte van der Knaap | ELIM      |           |           |           |           |           |
| Halve finale 1          | Xiao Lan Ji             | ELIM      |           |           |           |           |           |
| Halve finale 1          | Lisanne Herder          | ELIM      |           |           |           |           |           |

## Kijkcijfers
| Show               | Datum             | Kijkcijfers | Plek | Bron   |
| ------------------ | ----------------- | ----------- | ---- | ------ |
| Auditie 1          | 15 juli 2011      | 1.669.000   | #2   | [ 6 ]  |
| Auditie 2          | 22 juli 2011      | 1.726.000   | #2   | [ 7 ]  |
| Auditie 3          | 29 juli 2011      | 2.025.000   | #1   | [ 8 ]  |
| Auditie 4          | 5 augustus 2011   | 1.828.000   | #1   | [ 9 ]  |
| Auditie 5          | 12 augustus 2011  | 1.919.000   | #1   | [ 10 ] |
| Halve finale 1     | 19 augustus 2011  | 1.935.000   | #1   | [ 11 ] |
| Halve finale 2     | 26 augustus 2011  | 1.859.000   | #2   | [ 12 ] |
| Halve finale 3     | 2 september 2011  | 1.747.000   | #2   | [ 13 ] |
| Halve finale 4     | 9 september 2011  | 2.212.000   | #1   | [ 14 ] |
| Finale             | 16 september 2011 | 2.532.000   | #1   | [ 15 ] |
| Seizoensgemiddelde | 2011              | 1.945.200   | #1   |        |